# 宗关站
宗关站位于中华人民共和国湖北省武汉市硚口区，是武汉地铁1号线和3号线的地铁换乘站。

## 车站结构

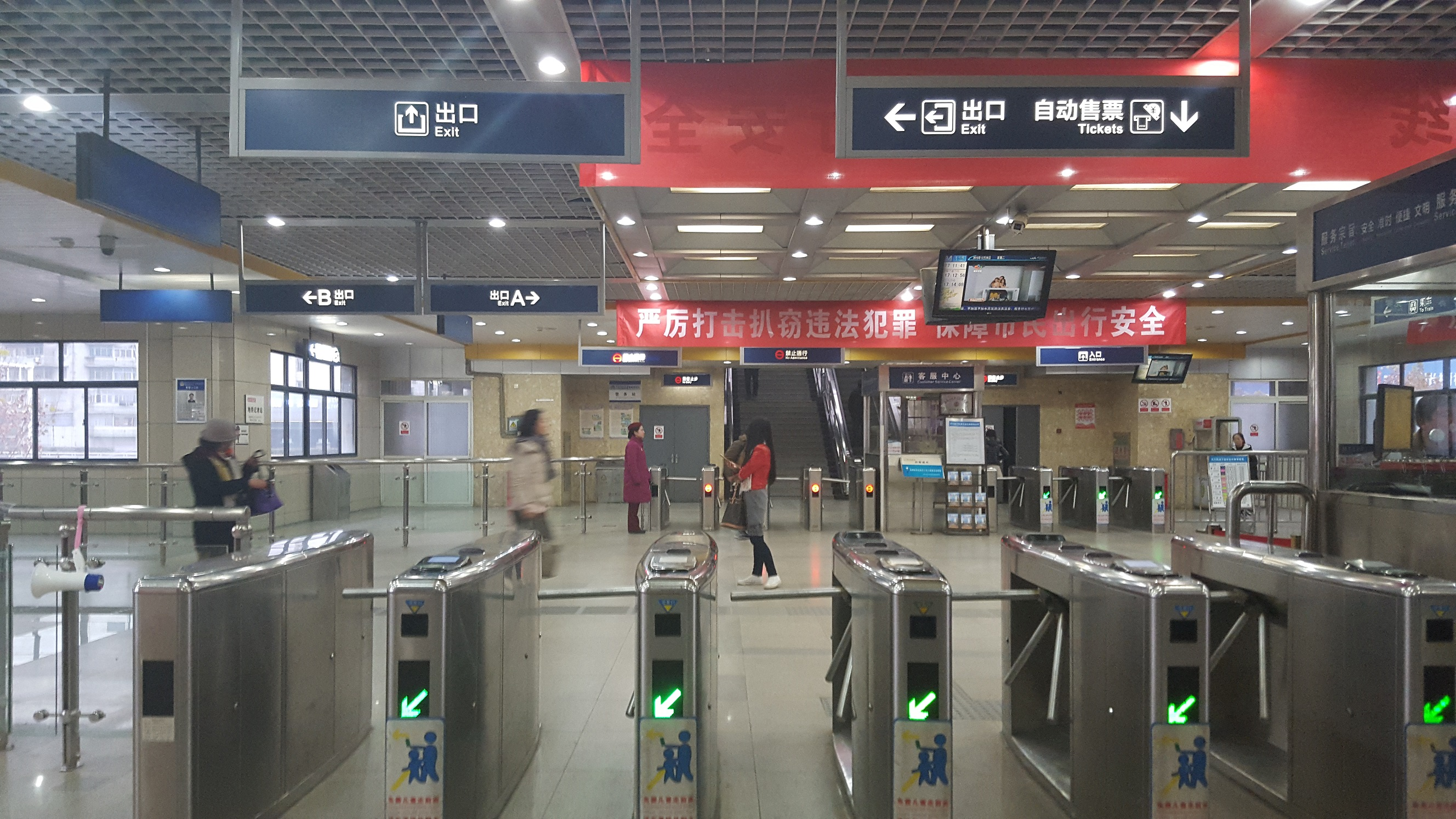
1號線站廳

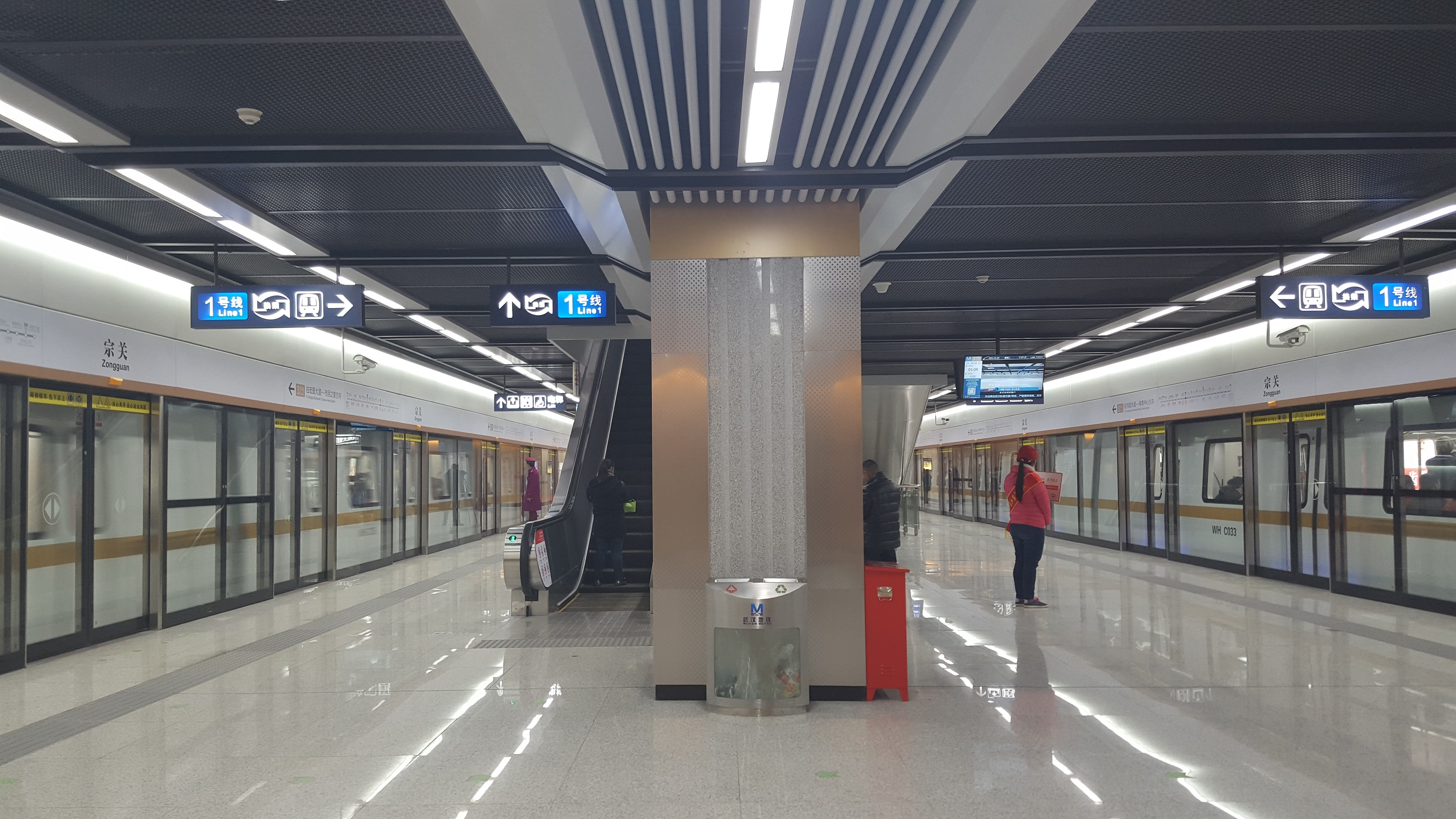
3號線站台

1号线站厅位于解放大道与建一路的交叉口，沿解放大道布置，为高架三层岛式站台：地面为解放大道主干道，上二层为车站站厅房屋，设折返线。3号线站台则位于地下三层。

### 楼层分布
| 地上 三層 |                                  | █ 1号线列車往径河 （漢西一路站）     |  |
| 地上 三層 | 島式月台，左邊車門將會開啟       |                                      |  |
| 地上 三層 | █ 1号线列車往漢口北 （太平洋站） |                                      |  |
| 地上 二層 | 1號線 站廳層                     | 售票機、客服中心、3號線換乘通道      |  |
| 地面      |                                  | 出入口                               |  |
| 地下 一層 | 3號線 站廳層                     | 售票機、客服中心、武漢通充值、洗手間 |  |
| 地下 二層 | 換乘層                           | 1號線換乘通道                        |  |
| 地下 三層 |                                  | █ 3号线列車往沌陽大道 （王家灣站）   |  |
| 地下 三層 | 島式月台，左邊車門將會開啟       |                                      |  |
| 地下 三層 | █ 3号线列車往宏圖大道 （雙墩站） |                                      |  |

### 換乘通道

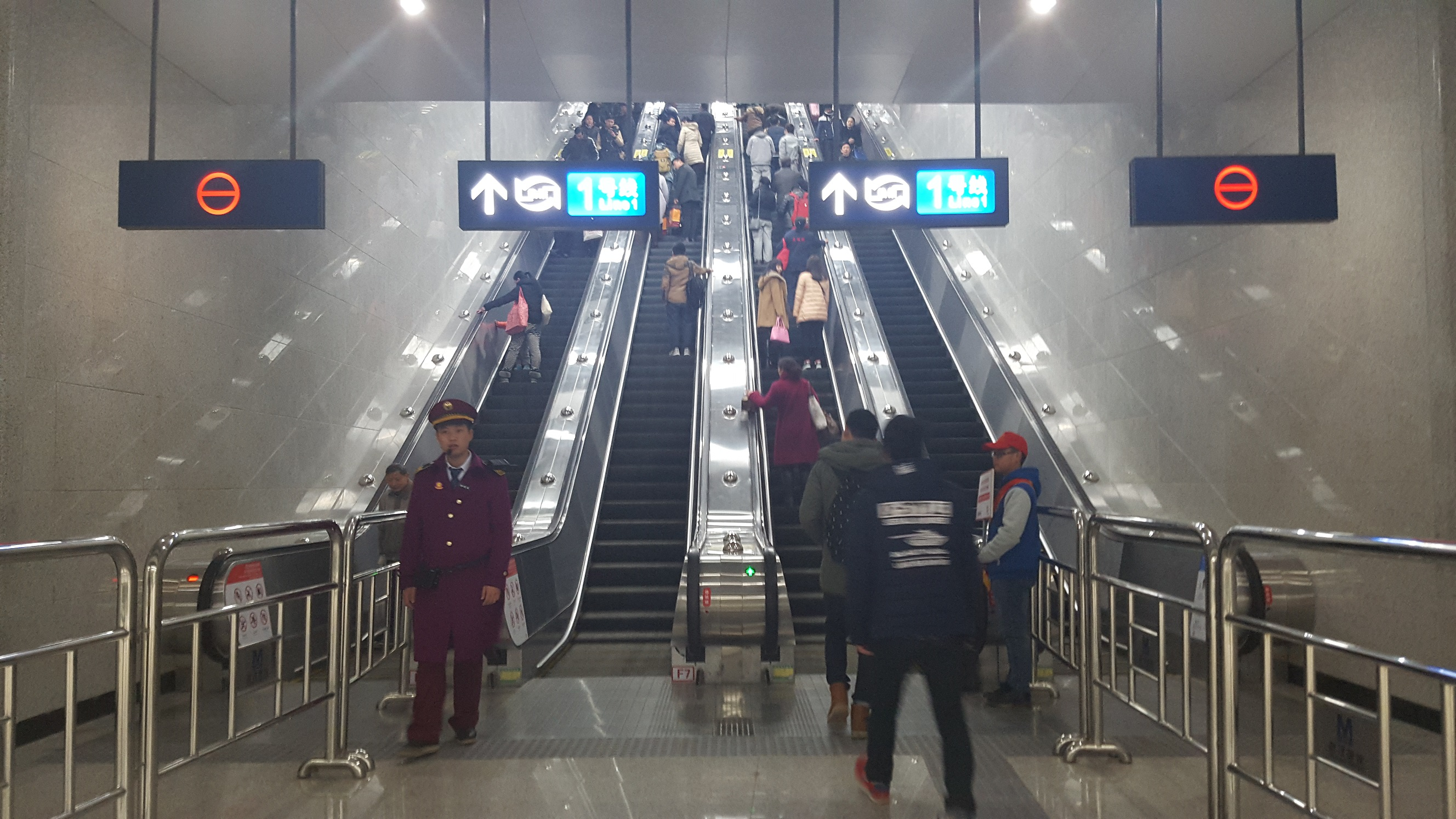
換乘通道

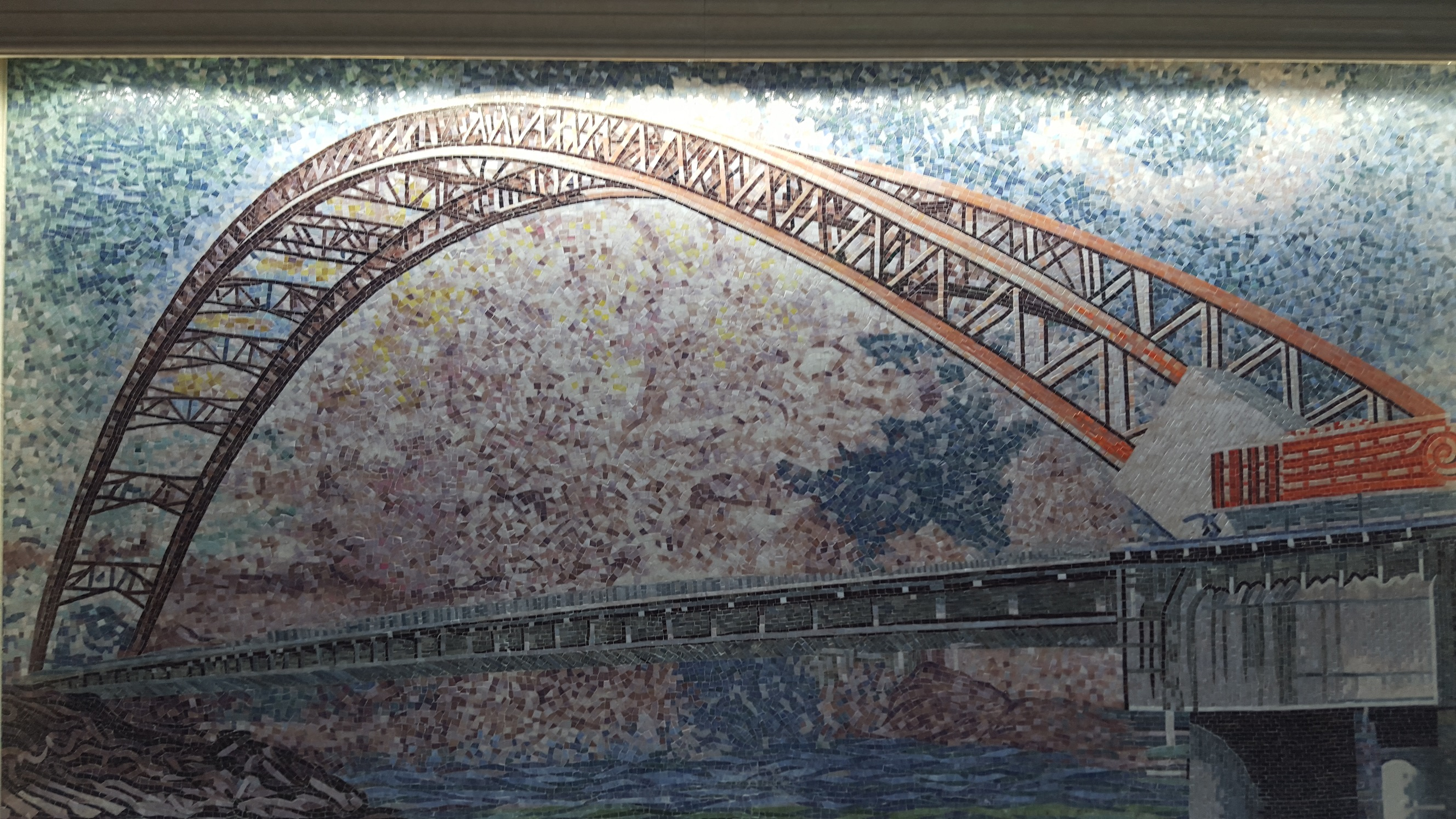
藝術牆

宗关站1号线与3号线的换乘通道由1號線原B出口改建而成，並由兩組扶手電梯連接1號線站廳層及3號線車站的換乘層。

### 車站出口
|                                                 |      |                                           |                                           |
|                                                 |      |                                           |                                           |
| 出口編號                                        | 設施 | 照片                                      | 建議前往的目的地                          |
| A                                               |      |                                           | 解放大道 武漢第十七中學、新合村小學       |
| B₁                                              |      |                                           | 解放大道 武漢市水務集團有限公司、申新社區 |
| B₂                                              |      | 解放大道 武漢市水務集團有限公司、申新社區 |                                           |
| C                                               |      |                                           | 解放大道 武漢市水務集團有限公司、申新社區 |
| D                                               |      |                                           | 解放大道 揚子江大廈、水廠客運站、新合村   |
| E                                               |      |                                           | 建一路 湖北水總                           |
| 注： 設有升降機 \| 設有輪椅升降台 \| 設有洗手間 |      |                                           |                                           |

## 历史
2004年7月28日，宗关站隨武汉地铁1号线一期工程完成並正式开通运营。
2015年12月28日，武汉地铁3號线通車營運，宗關站成為換乘站。

## 运营信息
首末班车时间等信息，请参见：
- 1号线行车安排
- 3号线行车安排

## 邻近地区
武汉市第十七中学、自来水公司、长途客运站

### 内部链接
- 武汉地铁车站列表